# Sheamus
Stephen Farrelly (* 28. ledna 1978) je irský profesionální wrestler a herec, momentálně pracující pro společnost WWE v show Raw pod přezdívkou Sheamus.
V roce 2022 si vzal za manželku svou přítelkyní Isabellu Revilla. Na svatbě byli přítomní i někteří wrestleři a jeho přátelé. A to třeba Drew McIntyre, Miro nebo Seth Rollins se svojí manželkou Becky Lynch.

## Kariéra

### Debut a začátek kariéry (2002-2005)
Stephen Farrelly začal trénovat v roce 2002. Po radě, kterou mu dal Bret Hart, začal trénovat ve wrestlingové škole Larry Sharpe's Monster Factory spolu s Tankem Tolandem a Cliffem Comptonem. O šest týdnů později oficiálně debutoval jako favorit fanoušků proti Robertu Pigeonovi pod jménem Sheamus O'Shaunessy. Brzy utrpěl vážné zranění krku poté, co pokazil chvat hip toss, svou kariéru musel tak na dva roky odložit. V květnu 2004 se Farrelly vrátil k wrestlingu v nově otevřené škole Irish Whip Wrestling (IWW) v Dublinu, stále pod názvem Sheamus O'Shaunessy. Poté odehrál svůj debutový zápas o na jejich show Mount Temple 9. července, kde vítězně čelil Marku Burnsovi. Následující měsíc vyhrál battle royal.
I když trénoval a zápasil v Irsku, O'Shaunessy příležitostně cestoval do Velké Británie, aby se objevil na britském wrestlingovém nezávislém okruhu. Tam zápasil ve společnostech jako Wales' Celtic Wrestling, All Star Wrestling nebo British Championship Wrestling (BCW).

### Debut v FCW, ECW a WWE (2006-2009)
O'Shaunessy debutoval na vývojovém území WWE Florida Championship Wrestling (FCW) 2. října v klasickém zápase s výhrou nad Bryanem Kellym. V září se O'Shaunessy začal soustředit na svoji singles kariéru a probojoval se na vrchol, když úspěšně porazil bývalého partnera Jakea Hagera a vyhrál tak Florida Heavyweight Championship. Dne 22. července 2008 O'Shaunessy odzápasil dark match na SmackDownu kde prohrál proti R-Truthovi. Následující rok v květnu se O'Shaunessy začal objevovat na live eventech show RAW.
Dne 30. června 2009 na epizodě ECW, Farrelly debutoval bez ohlášení jako záporák pod zkráceným jménem Sheamus, kde rychle porazil místního konkurenta Olivera Johna. Sheamus brzy vstoupil do kriticky dobře přijatého sporu s Goldustem poté, co ho 29. července porazil.

### Začátek a vrchol kariéry v WWE (2009-2019)
Svůj RAW debut si odbyl porážkou Jamieho Nobleho 26. října 2009. V následujících týdnech pokračoval v útocích na Nobleho, což způsobilo jeho předčasný konec kariéry a 16. listopadu napadl komentátora Jerryho Lawlera. Následující týden 22. listopadu se Sheamus objevil na své první WWE pay-per-view akci, Survivor Series, kde byl součástí týmu The Miz v tradičním zápase eliminace pět proti pěti. Eliminoval Ira Finlayho a poté i kapitána druhého týmu Johna Morrisona a přežil spolu s The Mizem a bývalým rivalem Drewem McIntyrem. Následující noc na Raw vyhrál Sheamus "průlomový" battle royal pro zápasníky, kteří nikdy nevyhráli světový šampionát, aby se stal kandidátem číslo jedna na WWE Championship Johna Ceny. 13. prosince 2009 na TLC: Tables, Ladders and Chairs pay-per-view, Sheamus porazil Cenu v Tables zápase a vyhrál tak WWE Championship, jeho první šampionát ve WWE, čímž se stal prvním irským WWE šampionem. Tento hlavní titul získal za pouhých 166 dní od svého debutu ve WWE, což je třetí nejkratší čas na získání titulu od jeho debutu v historii WWE. Sheamus měl poté také svůj první zápas na WrestleManii 26, kde jeho soupeř byl Triple H, Sheamus tento zápas prohrál. Tento spor pokračoval až do Extreme Rules 2010, kde Sheamus brutálně porazil Tripla H.
29. listopadu 2010 vyhrál King of the Ring turnaj, kde porazil Kofiho Kingstona a Johna Morrisona. Stal se tak Králem ringu 2010 a získal tím přezdívku King Sheamus kterou ovšem používal velmi krátce. Dne 7. března 2011, po prohraném zápase proti Danielu Bryanovi, ho Sheamus vyzval k odvetnému zápasu o United States Championship. Následující týden vyhrál svůj zápas proti Bryanovi a získal svůj první United States Championship. Sheamus poté v roce 2012 vyhrál Royal Rumble a získal tím zápas na WrestleManii 28 proti již zmiňovanému Danielu Bryanovi. Sheamus porazil Bryana za pouhých 18 vteřin a získal tak World Heavyweight Championship.
V průběhu let 2012 až 2016 měl spory s hvězdami jako Markem Henrym, Albertem Del Riem, Randy Ortonem, Dolphem Zigglerem, Big Showem nebo s trojicí The Shield (Roman Reigns, Seth Rollins a Dean Ambrose). V roce 2015 a 2016 byl také součástí týmu The League of Nations. V průběhu roku 2016 Sheamus založil tým The Bar se svým bývalým soupeřem Cesarem, po velmi dlouhém sporu. Tento velmi úspěšný tým od roku 2016 do roku 2019 získal dohromady 5 tag teamových titulů. V roce 2019 se Sheamus zranil a tým se tak oficiálně rozpadl.

### Návrat do singles kariéry (2020-)
19. září 2019 bylo oznámeno, že byl Sheamus uzdraven a připraven vrátit se do ringu. 29. listopadu na SmackDownu se Sheamus se svým starým účesem objevil na vinětě a oznámil, že se brzy vrátí.
3. ledna 2020 na epizodě SmackDownu se Sheamus se vrátil po zranění, aby zachránil Shortyho G před útokem The Revivalu (Dash Wilder a Scott Dawson), ale pak na Shortyho G sám zaútočil. S Shortym měl pak zápas na Royal Rumblu 2021 kde zvítězil. Poté začal jeho spor s Jeffem Hardym který ale prohrál. V listopadu roku 2021 spojil své síly s Ridgem Hollandem, a na začátku roku 2022 se k nim přidal i Butch, který byl předtím známý jako Pete Dunne. Tím vznikl tým The Brawling Brutes. S pomocí tohoto týmu měl pak Sheamus spor s Intercontinental šampionem Guntherem a jeho týmem známý jako The Imperium. Na Clash at the Castle 2022 měl Sheamus zápas o tento titul, který ale prohrál. Zápas byl ale podle fanoušků tak povedený, že pro Sheamuse zaznamenal veliký úspěch, a podle kritiků se jednalo o jakési znovuzrození Sheamusovi kariéry. Na WrestleManii 39 měl Sheamus odvetný zápas o Intercontinental Championship s Guntherem a Drewem McIntyrem, tento zápas Sheamus opět prohrál. V září 2023 bylo oznámeno, že Sheamus utrpěl zranění ramene. Toto zranění vyřadilo Sheamuse z akce na několik měsíců. The Brawling Brutes se během jeho nečinnosti rozpadli.
Sheamus se překvapivě vrátil po zranění na epizodě Raw 15. dubna 2024 kde porazil Ivara. Sám později na sociálních sítích přiznal, že si myslel, že kvůli jeho zdraví se už nikdy do ringu nepodívá. S ním se tak vrátila i jeho stará oblíbená nástupní hudba ''Written in My Face''.

## Zakončovací chvaty
- Brogue Kick
- Celtic Cross
- Irish Curse
- White Noise (bílý šum)

## Šampionáty a úspěchy

### Florida Championship Wrestling
- FCW Florida Heavyweight Championship (1krát)

- Irish Whip Wrestling
- IWW International Heavyweight Championship (2krát)

- Rolling Stone
- Lame Duck of the Year (2015)

### World Wrestling Entertainment
- World Heavyweight Championship (1krát)
- WWE United States Championship (3krát)
- WWE Championship (3krát)
- RAW Tag Team Championship (4krát) (společně s Cesarem)
- Smackdown Tag Team Championship (1krát) (společně s Cesarem)
- King of the Ring (2010)
- Money in the Bank (2015)
- Royal Rumble (2012)